# جامعة شيراز
جامعة شيراز (بالفارسية: دانشگاه شیراز، دانِشگاهِ شیراز)، والتي عرفت سابقًا باسم جامعة بهلوي (بالفارسية: دانشگاه پهلوی، دانِشگاهِ پَهلَوی)، هي جامعة حكومية تقع في مدينة شيراز، محافظة فارس، إيران، تأسست عام 1946. وتُعد جامعة شيراز واحدة من أقدم الجامعات الحديثة وأكثرها مكانة في إيران، حيث تُصنَّف ضمن أفضل ثلاث جامعات بحثية في البلاد وفقًا للتصنيفات المعتمدة للإنتاج العلمي للجامعات الإيرانية. وفي أول تقرير رسمي لتصنيف الجامعات الحكومية، وبين ما يقارب سبعين جامعة ومؤسسة للتعليم العالي، اعتُبرت جامعة شيراز من الجامعات ذات المستوى الأول في إيران.
تُعد جامعة شيراز رائدة في تأسيس برامج الدكتوراه في إيران. تضم الجامعة اليوم بعد فصل الجامعات الطبية عن الجامعات التابعة لوزارة العلوم والبحوث والتكنولوجيا أكثر من عشرين ألف طالب، وتقدم نحو 200 برنامج لدرجة البكالوريوس (ليسانس، بكالوريوس العلوم)، و300 برنامج لدرجة الماجستير (ماجستير الآداب، ماجستير العلوم)، وبرنامجًا مهنيًا واحدًا (دكتور في الطب البيطري)، و150 برنامجًا لدرجة الدكتوراه.
تعود جذور الجامعة إلى عام 1946 حين أُنشئ معهد تقني لتدريب المتخصصين في العلوم الطبية ببرنامج مدته أربع سنوات، وكان يُعرف في البداية باسم "المعهد العالي للصحة". تطور هذا المعهد ليصبح كلية للطب في عام 1950، وأُسست لاحقًا مدرسة نامازي للتمريض وكليات الزراعة والآداب والعلوم في عام 1953. ومع إضافة كلية الهندسة وكلية الطب البيطري في عام 1954، رُفعت المؤسسة إلى مرتبة جامعة وسُميت باسم الأسرة البهلوية الحاكمة آنذاك. أُضيفت لاحقًا وحدات أخرى، منها كلية طب الأسنان عام 1969، والدراسات العليا، وكلية الإلكترونيات، وكليات الحقوق والتربية في سبعينيات القرن الماضي.
تُعرف جامعة شيراز اليوم كمؤسسة أكاديمية بحثية تضم حوالي 700 عضو هيئة تدريس، كثير منهم من خريجي الجامعات العالمية المرموقة. وقد وسعت الجامعة آفاقها البحثية في مجالات مثل هندسة الخزانات، والطاقة الشمسية، وتكنولوجيا النانو، والتكنولوجيا الحيوية، وتكنولوجيا المعلومات. وتفخر الجامعة بأنها خرّجت عددًا كبيرًا من العلماء والسياسيين والاقتصاديين والاجتماعيين والمهندسين ورواد الأعمال الإيرانيين، حيث يُعد نحو نصف العلماء البارزين في العالم الإسلامي من خريجيها.

## المراكز التابعة

### كلية الآداب والعلوم الإنسانية
كلية الآداب والعلوم الإنسانية. تأسست هذه الكلية سنة 1956. كان اسمها كلية الآداب والعلوم وكان فيها قسم واحد فقط وهو قسم اللغتين الفارسية والإنجليزية وآدابهما (بالفارسية: زبان وادبيات فارسي وزبان و ادبيات انگليسي).

### كلية العلوم
كلية العلوم. تأسست سنة 1956. رئيس الكلية حالياً هو محمود مرادي وهو أستاذ في علم الفيزياء.

## وصلات خارجية
- الموقع الرسمى لجامعة شيراز